# Hotel Waldlust (Freudenstadt)

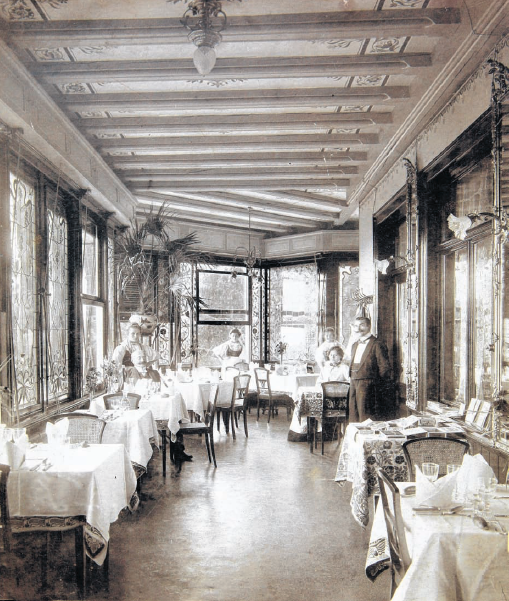
Das Hotel Waldlust in Freudenstadt um 1900 mit dem Hotelier Ernst Luz (sitzend links)

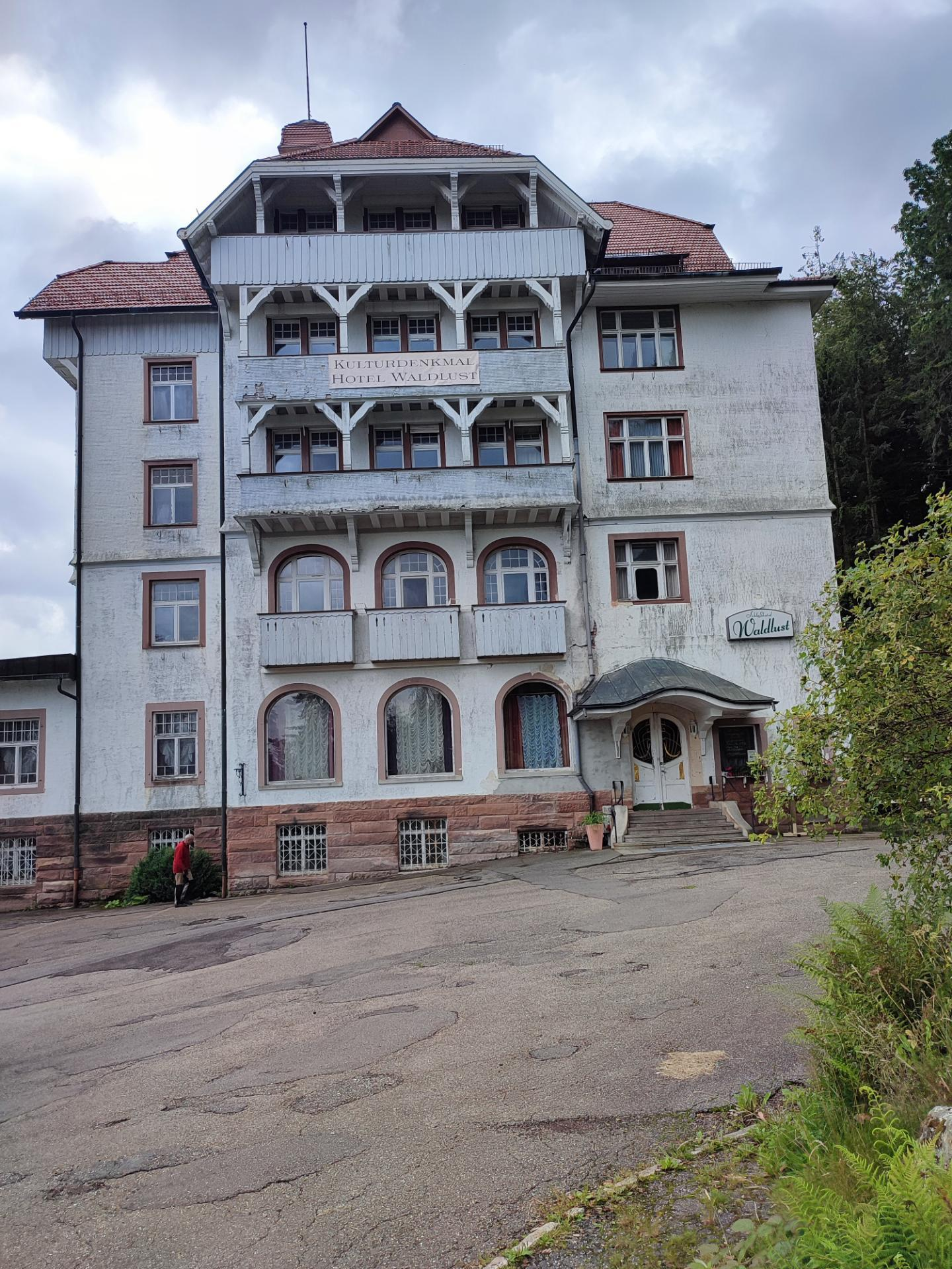
Hotel Waldlust, Zustand 2023

Das Hotel Waldlust in Freudenstadt, einer Kreisstadt in Baden-Württemberg, wurde 1902 für den Hotelier Ernst Luz Senior erbaut. Nach der Eröffnung beherbergte das Grand Hotel den internationalen Hochadel: Fürsten, Sultane und Könige. 1926 residierte König Gustav V. von Schweden im Hotel Waldlust, in den 1930er Jahren waren die weltbekannten Filmstars Douglas Fairbanks und Mary Pickford dort untergebracht.

## Geschichte
Das Luxushotel wurde nach Plänen des Architekten und Vertreter des Jugendstils Wilhelm Vittali (1859–1920) aus Baden-Baden errichtet, der sich einen Ruf als Spezialist für Kur- und Hotelbauten erworben hatte.
Aus einer eleganten Villa, dem Sommerhaus Waldlust, entstand ein exklusives Hotel mit 140 Zimmern, 60 Privatbädern und 100 Liegebalkonen. Unter der Leitung von Ernst Luz Junior erlebte das Hotel bis zum Beginn des Ersten Weltkriegs eine erste Blütezeit, insbesondere zahlreiche Gäste aus den USA logierten in dem als „hochelegant“ beschriebenen Hotel. Anfang der 1920er Jahre wurde ein stuckverzierter Festsaal angebaut. Die Hanglage im Grünen bietet einen grandiosen Ausblick nach Osten bis zur Schwäbischen Alb. In den 1920er und 1930er Jahren konnte die Waldlust in ihrer zweiten Blütezeit erneut zahlreiche hochkarätige Gäste begrüßen. 
Ernst Luz Junior starb 1935 und seine Witwe Emilie übernahm die Leitung des Hauses, das sie durch die schwierigen 1940er Jahre führte. Ende des Zweiten Weltkrieges wurde das Haus zu einem Lazarett umfunktioniert. In der Presse und sozialen Medien hält sich das Gerücht, dass eine Hotelbesitzerin „Adéle B“ in einem der Zimmer des Hotels ermordet worden sei und nun als Geist in der Waldlust umherspuke. Eine Hotelbesitzerin dieses Namens gab es jedoch nie.
Nach dem Tod von Emilie Luz 1949 erlebte die Waldlust unter Führung von Wilhelm Luz, dem jüngsten Sohn des Gründers Ernst Luz Senior, während des „Wirtschaftswunders“ in den 1950er und 1960er Jahren eine erneute, dritte Blütezeit. 1974 starb die letzte Inhaberin aus der Hoteliersfamilie Luz und die Waldlust wurde versteigert. 
Nach vielen Besitzerwechseln und Leerständen in den folgenden Jahrzehnten erwarb 2004 der Bruder des ehemaligen Box-Promoters Eberhard Thust, Wolfgang Thust aus Wiesbaden, den laufenden Hotelbetrieb Waldlust. Im Frühjahr 2005 wurde dann das Hotel geschlossen und die Anlage steht seither ungenutzt und zum Verkauf. Die Stadt Freudenstadt selbst lehnte einen Ankauf für 1,5 Millionen Euro ab.
Der gemeinnützige Verein Denkmalfreunde Waldlust e. V. hat sich den Erhalt des Kulturdenkmals und seines Parks zur Aufgabe gemacht. Er sichert Bau und Park und bietet Führungen, Veranstaltungen und Übernachtungen im verfallenen Hotel an. Wiederholt dient das leerstehende Gebäude als Kulisse für Filmproduzenten, Hobbyfilmer und Fotografen.
Das Hotel Waldlust gilt als einer der bekanntesten Lost Places in Baden-Württemberg; der Glanz vergangener Zeiten und der Verfall einstmals renommierter Bauten zieht viele Besucher und Zeitdokumentaristen an. Vom 30. Oktober bis 1. November 2020 fand dort unter dem Namen „Horrorcamp“ ein zweitägiges Livestream-Event mit Jens Knossalla, Sido, Manny Marc, Sascha Hellinger sowie diversen Gästen statt, welches den Twitch-Zuschauerrekord im deutschsprachigen Raum brach.
Das Hotel diente zudem als Kulisse für die Serie Haunted – Seelen ohne Frieden und den Film Bela Kiss: Prologue.